# Coupe du monde masculine de roller derby 2018
Pour les articles homonymes, voir Coupe du monde de roller derby.
Navigation
Édition précédente
La Coupe du monde de roller derby 2018 est le troisième tournoi international de roller derby sur piste plate pour homme. Elle est accueillie par la  ville de Barcelone en Espagne du 5 au 8 avril 2018. Elle permet à 24 équipes de patineurs de représenter les couleurs de leur pays au plus haut niveau.

## Équipes engagées
Les équipes sont divisées en six groupes avec 4 nations par poule. Dans chaque poule, chaque pays rencontre les autres nations lors de matchs de 30 minutes. Les équipes sont alors classées selon le nombre de victoires puis selon la différence de points inscrits. La meilleure équipe de chaque poule est qualifiée pour les quarts-de-finale qui se jouent lors de matchs de 60 minutes. Les équipes finissant deuxième des poules sont également classées, sans prendre en considération leur match contre les équipes premières, et les deux meilleures rejoignent les six meilleures nations pour la phase finale. Les autres équipes jouent également de nouveaux matchs afin de déterminer le classement final.
Tous les matchs sont joués selon les règles de la Women's Flat Track Derby Association mis à part que pour la première phase, chaque équipe n'a le droit qu'à un temps-mort par match au lieu des trois habituels.
| Groupe | Nations                                                  |
| ------ | -------------------------------------------------------- |
| Rouge  | Belgique - Japon - Pays-Bas - États-Unis                 |
| Orange | Chili - Angleterre - Espagne - Suède                     |
| Jaune  | Australie - Colombie - Italie - Écosse                   |
| Vert   | Canada - Allemagne - Mexique - Pologne                   |
| Bleu   | France - Finlande - Irlande - Philippines                |
| Violet | Argentine - Danemark - Nouvelle-Zélande - Pays-de-Galles |

## Première phase
La première phase se déroule les 5 et 6 avril 2018. Les États-Unis, favoris de la compétition, remportent leur trois matchs de classement, dont 2 matchs sans points inscrits contre eux et ne concédant que 4 points lors du dernier match, contre la Belgique.
Résultats des rencontres du 5 avril
| N  | Équipe 1       | Score 1 | Score 2 | Équipe 2         |
| -- | -------------- | ------- | ------- | ---------------- |
| 1  | Suède          | 80      | 81      | Espagne          |
| 3  | Angleterre     | 202     | 11      | Chili            |
| 5  | Australie      | 254     | 42      | Colombie         |
| 7  | Écosse         | 183     | 74      | Italie           |
| 9  | Pays-de-Galles | 225     | 22      | Danemark         |
| 11 | Argentine      | 244     | 38      | Nouvelle-Zélande |
| 13 | États-Unis     | 311     | 0       | Japon            |
| 15 | Belgique       | 164     | 46      | Pays-Bas         |
| 17 | Allemagne      | 160     | 34      | Pologne          |
| 19 | Canada         | 94      | 43      | Mexique          |
| 21 | France         | 214     | 25      | Irlande          |
| 23 | Finlande       | 183     | 32      | Philippines      |

| N  | Équipe 1       | Score 1 | Score 2 | Équipe 2         |
| -- | -------------- | ------- | ------- | ---------------- |
| 2  | États-Unis     | 286     | 0       | Pays-Bas         |
| 4  | Belgique       | 189     | 53      | Japon            |
| 6  | Mexique        | 275     | 3       | Pologne          |
| 8  | Canada         | 182     | 5       | Allemagne        |
| 10 | France         | 255     | 10      | Philippines      |
| 12 | Finlande       | 86      | 62      | Irlande          |
| 14 | Angleterre     | 248     | 20      | Espagne          |
| 16 | Suède          | 81      | 33      | Chili            |
| 18 | Australie      | 225     | 22      | Italie           |
| 20 | Écosse         | 224     | 6       | Colombie         |
| 22 | Pays-de-Galles | 185     | 23      | Nouvelle-Zélande |
| 24 | Argentine      | 231     | 21      | Danemark         |

Résultats des rencontres du 6 avril
| N  | Équipe 1   | Score 1 | Score 2 | Équipe 2    |
| -- | ---------- | ------- | ------- | ----------- |
| 25 | France     | 186     | 13      | Finlande    |
| 27 | Irlande    | 126     | 63      | Philippines |
| 29 | Australie  | 172     | 103     | Écosse      |
| 31 | Colombie   | 76      | 126     | Italie      |
| 33 | Espagne    | 114     | 65      | Chili       |
| 35 | Angleterre | 279     | 3       | Suède       |

| N  | Équipe 1         | Score 1 | Score 2 | Équipe 2       |
| -- | ---------------- | ------- | ------- | -------------- |
| 26 | Nouvelle-Zélande | 66      | 60      | Danemark       |
| 28 | Argentine        | 142     | 40      | Pays-de-Galles |
| 30 | Canada           | 235     | 23      | Pologne        |
| 32 | Mexique          | 183     | 13      | Allemagne      |
| 34 | Japon            | 47      | 108     | Pays-Bas       |
| 36 | États-Unis       | 230     | 4       | Belgique       |

Classements
| Équipe     | V | Diff |
| ---------- | - | ---- |
| États-Unis | 8 | 823  |
| Belgique   | 2 | 28   |
| Pays-Bas   | 1 | -343 |
| Japon      | 0 | -508 |

| Équipe     | V | Diff |
| ---------- | - | ---- |
| Angleterre | 3 | 695  |
| Espagne    | 2 | -178 |
| Suède      | 1 | -229 |
| Chili      | 0 | -288 |

| Équipe    | V | Diff |
| --------- | - | ---- |
| Australie | 3 | 484  |
| Écosse    | 2 | 258  |
| Italie    | 1 | -262 |
| Colombie  | 0 | -480 |

| Équipe    | V | Diff |
| --------- | - | ---- |
| Canada    | 3 | 440  |
| Mexique   | 2 | 391  |
| Allemagne | 1 | -221 |
| Pologne   | 0 | -610 |

| Équipe      | V | Diff |
| ----------- | - | ---- |
| France      | 3 | 607  |
| Finlande    | 2 | 2    |
| Irlande     | 1 | -150 |
| Philippines | 0 | -459 |

| Équipe           | V | Diff |
| ---------------- | - | ---- |
| Argentine        | 3 | 518  |
| Pays-de-Galles   | 2 | 263  |
| Nouvelle-Zélande | 1 | -362 |
| Danemark         | 0 | -419 |

| Rang | Équipe         | V | Diff |
| ---- | -------------- | - | ---- |
| 1    | Mexique        | 2 | 442  |
| 2    | Pays-de-Galles | 2 | 365  |
| 3    | Écosse         | 2 | 327  |
| 4    | Belgique       | 2 | 254  |
| 5    | Finlande       | 2 | 175  |
| 6    | Espagne        | 2 | 50   |

## Phase éliminatoire

### Poule haute
|  | Quarts de finale | Quarts de finale |            |        | Demi-finales | Demi-finales |  |  | Finale    | Finale |
|  | Quarts de finale | Quarts de finale |            |        | Demi-finales | Demi-finales |  |  | Finale    | Finale |
|  |                  |                  |            |        |              |              |  |  |           |        |
|  |                  |                  |            |        |              |              |  |  |           |        |
|  |                  |                  |            |        |              |              |  |  |           |        |
|  | Canada           | 137              |            |        |              |              |  |  |           |        |
|  | Canada           | 137              |            |        |              |              |  |  |           |        |
|  | France           | 270              |            |        |              |              |  |  |           |        |
|  | France           | 270              | France     | 47     |              |              |  |  |           |        |
|  |                  |                  | France     | 47     |              |              |  |  |           |        |
|  |                  | États-Unis       | 310        |        |              |              |  |  |           |        |
|  | États-Unis       | États-Unis       | 310        | 470    |              |              |  |  |           |        |
|  | États-Unis       |                  |            | 470    |              |              |  |  |           |        |
|  | Pays de Galles   | 30               |            |        |              |              |  |  |           |        |
|  | Pays de Galles   | 30               | États-Unis | 203    |              |              |  |  |           |        |
|  |                  |                  | États-Unis | 203    |              |              |  |  |           |        |
|  |                  | Angleterre       | 85         |        |              |              |  |  |           |        |
|  | Australie        | Angleterre       | 85         | 291    |              |              |  |  |           |        |
|  | Australie        |                  |            | 291    |              |              |  |  |           |        |
|  | Argentine        | 111              |            |        |              |              |  |  |           |        |
|  | Argentine        | 111              | Australie  | 221    |              |              |  |  |           |        |
|  |                  |                  | Australie  | 221    | 3e place     |              |  |  |           |        |
|  |                  | Angleterre       | 224        |        |              |              |  |  |           |        |
|  | Angleterre       | Angleterre       | 224        | 244    |              |              |  |  |           |        |
|  | Angleterre       |                  |            | 244    |              |              |  |  |           |        |
|  | Mexique          | 77               |            | France | 186          |              |  |  |           |        |
|  | Mexique          | 77               |            | France | 186          |              |  |  |           |        |
|  |                  |                  |            |        |              |              |  |  | Australie | 189    |
|  |                  |                  |            |        |              |              |  |  | Australie | 189    |

|  | Consolante     | Consolante |          |     | 5e place | 5e place |
|  | Consolante     | Consolante |          |     | 5e place | 5e place |
|  |                |            |          |     |          |          |
|  |                |            |          |     |          |          |
|  |                |            |          |     |          |          |
|  | Canada         | 289        |          |     |          |          |
|  | Canada         | 289        |          |     |          |          |
|  | Pays-de-Galles | 87         |          |     |          |          |
|  | Pays-de-Galles | 87         | Canada   | 152 |          |          |
|  |                |            | Canada   | 152 |          |          |
|  |                | Mexique    | 122      |     |          |          |
|  | Argentine      | Mexique    | 122      | 111 |          |          |
|  | Argentine      |            |          | 111 |          |          |
|  | Mexique        | 234        |          |     |          |          |
|  | Mexique        | 234        | 7e place |     |          |          |
|  |                |            |          |     |          |          |
|  |                |            |          |     |          |          |
|  |                |            |          |     |          |          |
|  | Pays-de-Galles | 106        |          |     |          |          |
|  | Pays-de-Galles | 106        |          |     |          |          |
|  | Argentine      | 320        |          |     |          |          |
|  | Argentine      | 320        |          |     |          |          |

### Poule de classement
| Date    | Équipe 1         | Score 1 | Score 2 | Équipe 2         |
| ------- | ---------------- | ------- | ------- | ---------------- |
| 6 avril | Danemark         | 286     | 118     | Pologne          |
| 6 avril | Philippines      | 186     | 195     | Colombie         |
| 7 avril | Nouvelle-Zélande | 108     | 306     | Chili            |
| 7 avril | Suède            | 306     | 83      | Pays-Bas         |
| 7 avril | Irlande          | 214     | 136     | Allemagne        |
| 7 avril | Écosse           | 294     | 147     | Espagne          |
| 7 avril | Belgique         | 191     | 268     | Finlande         |
| 7 avril | Den              | 101     | 253     | Colombie         |
| 7 avril | Pologne          | 138     | 216     | Philippines      |
| 8 avril | Italie           | 114     | 264     | Chili            |
| 8 avril | Japon            | 260     | 201     | Nouvelle-Zélande |
| 8 avril | Suède            | 194     | 185     | Irlande          |
| 8 avril | Pays-Bas         | 118     | 188     | Allemagne        |
| 8 avril | Espagne          | 150     | 228     | Belgique         |
| 8 avril | Écosse           | 255     | 177     | Finlande         |

## Classement final
| Rang | Équipe           |
| ---- | ---------------- |
| 1    | États-Unis       |
| 2    | Angleterre       |
| 3    | Australie        |
| 4    | France           |
| 5    | Canada           |
| 6    | Mexique          |
| 7    | Argentine        |
| 8    | Pays-de-Galles   |
| 9    | Écosse           |
| 10   | Finlande         |
| 11   | Belgique         |
| 12   | Espagne          |
| 13   | Suède            |
| 14   | Irlande          |
| 15   | Allemagne        |
| 16   | Pays-Bas         |
| 17   | Chili            |
| 18   | Italie           |
| 19   | Japon            |
| 20   | Nouvelle-Zélande |
| 21   | Colombie         |
| 22   | Danemark         |
| 23   | Philippines      |
| 24   | Pologne          |